# Touchy!
Touchy! — сингл альбому Stay on These Roads норвезького гурту a-ha, випущений 15 серпня 1988 року.

## Музиканти
- Пол Воктор-Савой (Paul Waaktaar-Savoy) (6 вересня 1961) — композитор, гітарист, вокалист.
- Магне Фуругольмен (Magne Furuholmen) (1 листопада 1962) — клавішник, композитор, вокаліст, гітарист.
- Мортен Гаркет (Morten Harket) (14 вересня 1959) — вокаліст.

## Композиції

### 7"
| #  | Назва        | Тривалість |
| -- | ------------ | ---------- |
| 1. | «Touchy!»    | 4:33       |
| 2. | «Hurry Home» | 4:34       |

### 12"
| #  | Назва                 | Тривалість |
| -- | --------------------- | ---------- |
| 1. | «Touchy! (Go-Go Mix)» | 8:20       |
| 2. | «Touchy!»             | 4:31       |
| 3. | «Hurry Home»          | 4:34       |

### CD
| #  | Назва                  | Тривалість |
| -- | ---------------------- | ---------- |
| 1. | «Touchy! (Go-Go Mix)»  | 8:20       |
| 2. | «Hurry Home»           | 4:34       |
| 3. | «Hunting High and Low» | 3:47       |

## Позиції в чартах
| Рік  | Чарт                    | Найкраща позиція |
| ---- | ----------------------- | ---------------- |
| 1988 | Британський сингл-чарт  | 11               |
| 1988 | Ірландський сингл-чарт  | 6                |
| 1988 | Швейцарський сингл-чарт | 18               |
| 1988 | Французький сингл-чарт  | 5                |
| 1988 | Німецький сингл-чарт    | 13               |